# Judith O’Dea
Judith O’Dea (* 20. April 1945 in Pittsburgh, Pennsylvania) ist eine US-amerikanische Schauspielerin. Sie wurde bekannt durch ihre Rolle der Barbra in dem Horrorfilm Die Nacht der lebenden Toten (Night of the Living Dead, 1968) von George A. Romero.

## Leben und Karriere
O’Dea begann mit der Schauspielerei im Alter von 15 Jahren, wo sie in Musicals oder im Theater auftrat. 1963 schloss sie ihre Schulbildung an der Mt. Lebanon High School in Pittsburgh ab. Anschließend trat sie an verschiedenen Theatern in ihrer Heimatstadt auf. Schließlich zog O’Dea von Pittsburgh nach Los Angeles, wo sie weiterhin an Theateraufführungen teilnahm und gleichzeitig darauf hoffte, in Hollywood groß rauszukommen.
Ihren Durchbruch hatte sie schließlich mit dem Horrorfilm Die Nacht der lebenden Toten 1968. Da der große Erfolg in Hollywood jedoch ausblieb, widmete sich O’Dea wieder der Schauspielerei am Theater und arbeitete außerdem für Fernseh- und Radiostationen als Moderatorin für Wetter- oder Verkehrsdurchsagen. Von den Produzenten Harold Hecht und Melvin Frank wurde sie zeitweise als persönliche Assistentin beschäftigt.
Zusätzlich zu ihrer Paraderolle trat O’Dea in den 1970er-Jahren in verschiedenen Fernsehfilmen unter anderem im Fernseh-Zweiteiler The Pirate auf. Später legte sie eine Pause von der Schauspielerei ein, um sich auf die Erziehung ihrer Familie zu konzentrieren.
Anfang der 2000er-Jahre kehrte O’Dea zur Schauspielerei in mehreren Low-Budget-Horrorfilmen zurück, darunter Claustrophobia, October Moon und Women's Studies. Für Night of the Living Dead: Genesis kehrte sie nochmals in ihrer Rolle als Barbra zurück.
O’Dea ist auch als Sprachcoach tätig und gründete eine Firma, die ihren Klienten hilft, ihre mündlichen Präsentationsfähigkeiten zu verfeinern.

## Zitat
„I don't think a week goes by that someone doesn't come up to me and say 'They're coming to get you Barbra!'“

„Ich glaube nicht, dass eine Woche vergeht, in der nicht jemand auf mich zukommt und sagt: ‚Sie holen dich, Barbra!‘“

## Filmographie (Auswahl)
- 1968: Die Nacht der lebenden Toten (Night of the Living Dead)
- 1977: Fear No Evil
- 2003: Claustrophobia
- 2005: October Moon
- 2008: October Moon 2: November Son
- 2009: Timo Rose's Beast
- 2010: Women’s Studies
- 2014: They Came from the Ether
- 2014: Hole in the Wall
- 2015: Abandoned Dead
- 2017: Safe Inside

## Dokumentarfilme
- 1997: A–Z of Horror
- 2003: Something to Scream About